# Cor Kools
Cornelius Wilhelmus Kools, detto Cor (Teteringen, 20 luglio 1907 – Breda, 24 settembre 1985), è stato un allenatore di calcio e calciatore olandese, centrocampista della nazionale olandese.

## Carriera

### Giocatore

#### Club
Kools debutta con il NAC Breda all'età di 18 anni contro il Maastricht, nel 1931 subisce un grave infortunio, ma dopo essersi fatto ricoverare a Bruxelles, riesce a tornare sui campi da gioco, anche se gli farà definitivamente perdere la Nazionale. Chiude la carriera nel 1941, dopo aver giocato solamente per il NAC Breda.

#### Nazionale
Kools debutta con la nazionale olandese il 22 aprile 1928, ad Amsterdam contro la Danimarca (2-0), partita in cui segna anche il primo goal con gli Oranje. In totale giocherà 16 volte per l'Olanda, mettendo a segno altre due reti in amichevole contro la Norvegia.

### Allenatore
Dopo il ritiro, è stato per due volte allenatore del NAC Breda, la prima dal 1934 al 1944 e la seconda dal 1945 al 1947.

## Statistiche

### Cronologia presenze e reti in nazionale
| Cronologia completa delle presenze e delle reti in nazionale ― Paesi Bassi | Cronologia completa delle presenze e delle reti in nazionale ― Paesi Bassi | Cronologia completa delle presenze e delle reti in nazionale ― Paesi Bassi | Cronologia completa delle presenze e delle reti in nazionale ― Paesi Bassi | Cronologia completa delle presenze e delle reti in nazionale ― Paesi Bassi | Cronologia completa delle presenze e delle reti in nazionale ― Paesi Bassi | Cronologia completa delle presenze e delle reti in nazionale ― Paesi Bassi | Cronologia completa delle presenze e delle reti in nazionale ― Paesi Bassi |
| Data                                                                       | Città                                                                      | In casa                                                                    | Risultato                                                                  | Ospiti                                                                     | Competizione                                                               | Reti                                                                       | Note                                                                       |
| -------------------------------------------------------------------------- | -------------------------------------------------------------------------- | -------------------------------------------------------------------------- | -------------------------------------------------------------------------- | -------------------------------------------------------------------------- | -------------------------------------------------------------------------- | -------------------------------------------------------------------------- | -------------------------------------------------------------------------- |
| 22-4-1928                                                                  | Amsterdam                                                                  | Paesi Bassi                                                                | 2 – 0                                                                      | Danimarca                                                                  | Amichevole                                                                 | 1                                                                          |                                                                            |
| 6-5-1928                                                                   | Basilea                                                                    | Svizzera                                                                   | 2 – 1                                                                      | Paesi Bassi                                                                | Amichevole                                                                 | -                                                                          |                                                                            |
| 5-6-1928                                                                   | Rotterdam                                                                  | Paesi Bassi                                                                | 3 – 1                                                                      | Belgio                                                                     | Olimpiadi 1928                                                             | -                                                                          |                                                                            |
| 8-6-1928                                                                   | Rotterdam                                                                  | Paesi Bassi                                                                | 2 – 2                                                                      | Cile                                                                       | Olimpiadi 1928                                                             | -                                                                          |                                                                            |
| 14-6-1928                                                                  | Rotterdam                                                                  | Paesi Bassi                                                                | 1 – 2                                                                      | Egitto                                                                     | Amichevole                                                                 | -                                                                          |                                                                            |
| 4-11-1928                                                                  | Amsterdam                                                                  | Paesi Bassi                                                                | 1 – 1                                                                      | Belgio                                                                     | Amichevole                                                                 | -                                                                          |                                                                            |
| 2-12-1928                                                                  | Milano                                                                     | Italia                                                                     | 3 – 2                                                                      | Paesi Bassi                                                                | Amichevole                                                                 | -                                                                          |                                                                            |
| 5-5-1929                                                                   | Anversa                                                                    | Belgio                                                                     | 3 – 1                                                                      | Paesi Bassi                                                                | Amichevole                                                                 | -                                                                          |                                                                            |
| 9-6-1929                                                                   | Stoccolma                                                                  | Svezia                                                                     | 6 – 2                                                                      | Paesi Bassi                                                                | Amichevole                                                                 | -                                                                          |                                                                            |
| 12-6-1929                                                                  | Oslo                                                                       | Norvegia                                                                   | 4 – 4                                                                      | Paesi Bassi                                                                | Amichevole                                                                 | 2                                                                          |                                                                            |
| 3-11-1929                                                                  | Amsterdam                                                                  | Paesi Bassi                                                                | 1 – 4                                                                      | Norvegia                                                                   | Amichevole                                                                 | -                                                                          |                                                                            |
| 6-4-1930                                                                   | Amsterdam                                                                  | Paesi Bassi                                                                | 1 – 1                                                                      | Italia                                                                     | Amichevole                                                                 | -                                                                          |                                                                            |
| 4-5-1930                                                                   | Amsterdam                                                                  | Paesi Bassi                                                                | 2 – 2                                                                      | Belgio                                                                     | Amichevole                                                                 | -                                                                          |                                                                            |
| 18-5-1930                                                                  | Anversa                                                                    | Belgio                                                                     | 3 – 1                                                                      | Paesi Bassi                                                                | Amichevole                                                                 | -                                                                          |                                                                            |
| 8-6-1930                                                                   | Budapest                                                                   | Ungheria                                                                   | 6 – 2                                                                      | Paesi Bassi                                                                | Amichevole                                                                 | -                                                                          |                                                                            |
| 2-11-1930                                                                  | Zurigo                                                                     | Svizzera                                                                   | 6 – 3                                                                      | Paesi Bassi                                                                | Amichevole                                                                 | -                                                                          |                                                                            |
| Totale                                                                     |                                                                            | Presenze                                                                   | 16                                                                         |                                                                            | Reti                                                                       | 3                                                                          |                                                                            |